# Mary Golda Ross
Mary Golda Ross (9. srpna 1908 – 29. dubna 2008) byla první známá indiánská inženýrka a první inženýrka v historii Lockheed Corporation. Byla jednou ze 40 zakládajících inženýrů proslulého a velmi tajného projektu Skunk Works (pseudonym pro pokročilé vývojové programy společnosti Lockheed Martin, dříve nazývané Lockheed Advanced Development Projects - LADP). Většina tajných testů se prováděla v Nevada Test Site.
Mary pracovala v Lockheed Corporation od roku 1942 až do svého odchodu do důchodu v roce 1973. Věnovala se leteckému designu (včetně raketového programu Agena), konstrukčním konceptům pro meziplanetární vesmírné lety, lety s posádkou a bez posádky na oběžné dráze Země. Účastnila se nejstarších studií orbitálních satelitů pro obranné i civilní účely.
V roce 2019 byla americkou mincovnou vybrána k zobrazení na minci Native American 1 $ (indiánská mince v hodnotě 1 dolaru) oslavující domorodé Američany pracující na vesmírném programu.

## Mládí a vzdělání

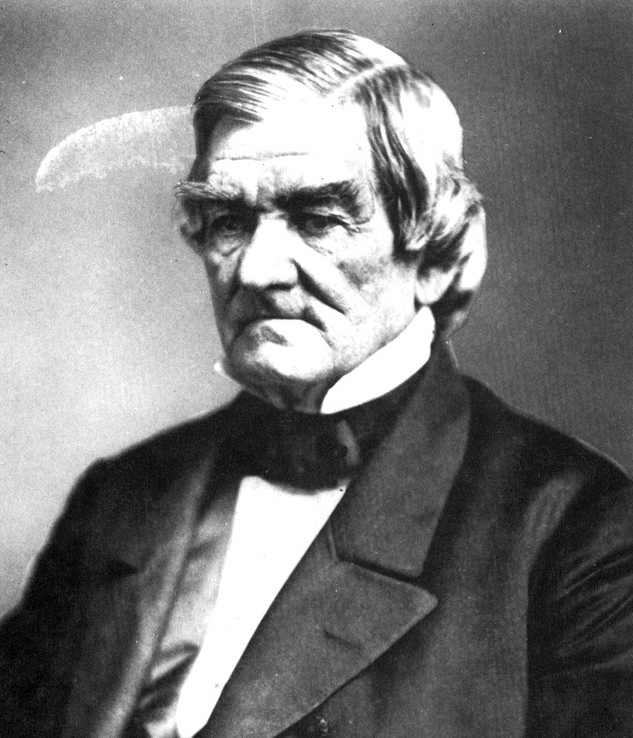
John Ross (1790–1866), náčelník Čerokiů a pradědeček Mary Golda Ross

Mary se narodila v malém městečku Park Hill v Oklahomě jako druhé z pěti dětí Williama Wallace Rosse a Mary Henrietty Moore Rossové. Byla pravnučkou náčelníka Čerokíů Johna Rosse. Jako talentované dítě byla se svými prarodiči poslána do hlavního města Čerokíů Tahlequah, aby navštěvovala základní a střední školu.
Když jí bylo 16 let, zapsala se na Northeastern State Teachers' College v Tahlequah. Bakalářský titul z matematiky získala v roce 1928 ve věku 20 let.
Během Velké hospodářské krize po dobu devíti let učila matematiku a přírodní vědy na venkovských školách v Oklahomě.
V roce 1936 složila zkoušku ze státní služby, aby mohla pracovat jako statistická úřednice pro Bureau of Indian Affairs (BIA) ve Washingtonu. V roce 1937 byla přeřazena jako poradkyně dívek do indiánské internátní školy v Santa Fe v Novém Mexiku.
V roce 1938 získala magisterský titul na Colorado State College of Education v Greeley. Dál tam navštěvovala hodiny astronomie a zabývala se matematikou.

## Kariéra a výzkum

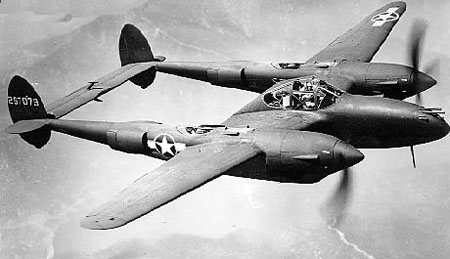
Stíhací letoun Lockheed P-38

V roce 1941, poté co USA vstoupily do druhé světové války, se Mary přestěhovala do Kalifornie, aby tam hledala práci.
V roce 1942 byla přijata jako matematička do společností Lockheed Corporation. Tam začala pracovat na účincích tlaku na stíhací letoun Lockheed P-38 Lightning. Tento letoun byl v té době jedním z nejrychlejších letadel. Bylo to první vojenské letadlo, které letělo rychleji než 400 mph (640 km/h) ve vodorovném letu. Mary pomohla vyřešit řadu konstrukčních problémů spojených s vysokorychlostním letem a problémů s aeroelasticitou.

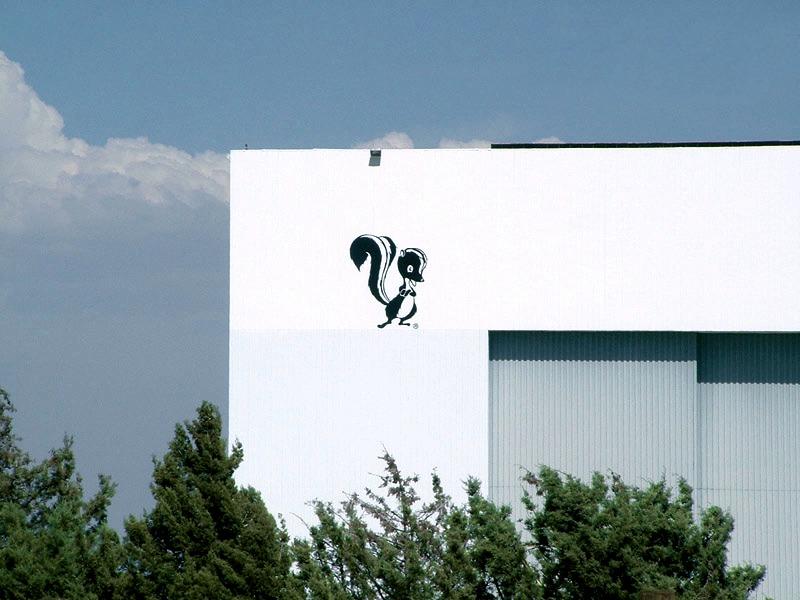
Logo Skunk Works na jedné z budov společnosti Lockheed Martin

Po válce v roce 1945 ji Lockheed Corporation poslal na Kalifornskou univerzitu v Los Angeles (UCLA) na fakultu pro profesionální certifikaci ve strojírenství. Tam studovala matematiku pro moderní inženýrství, letectví a kosmonautiku.

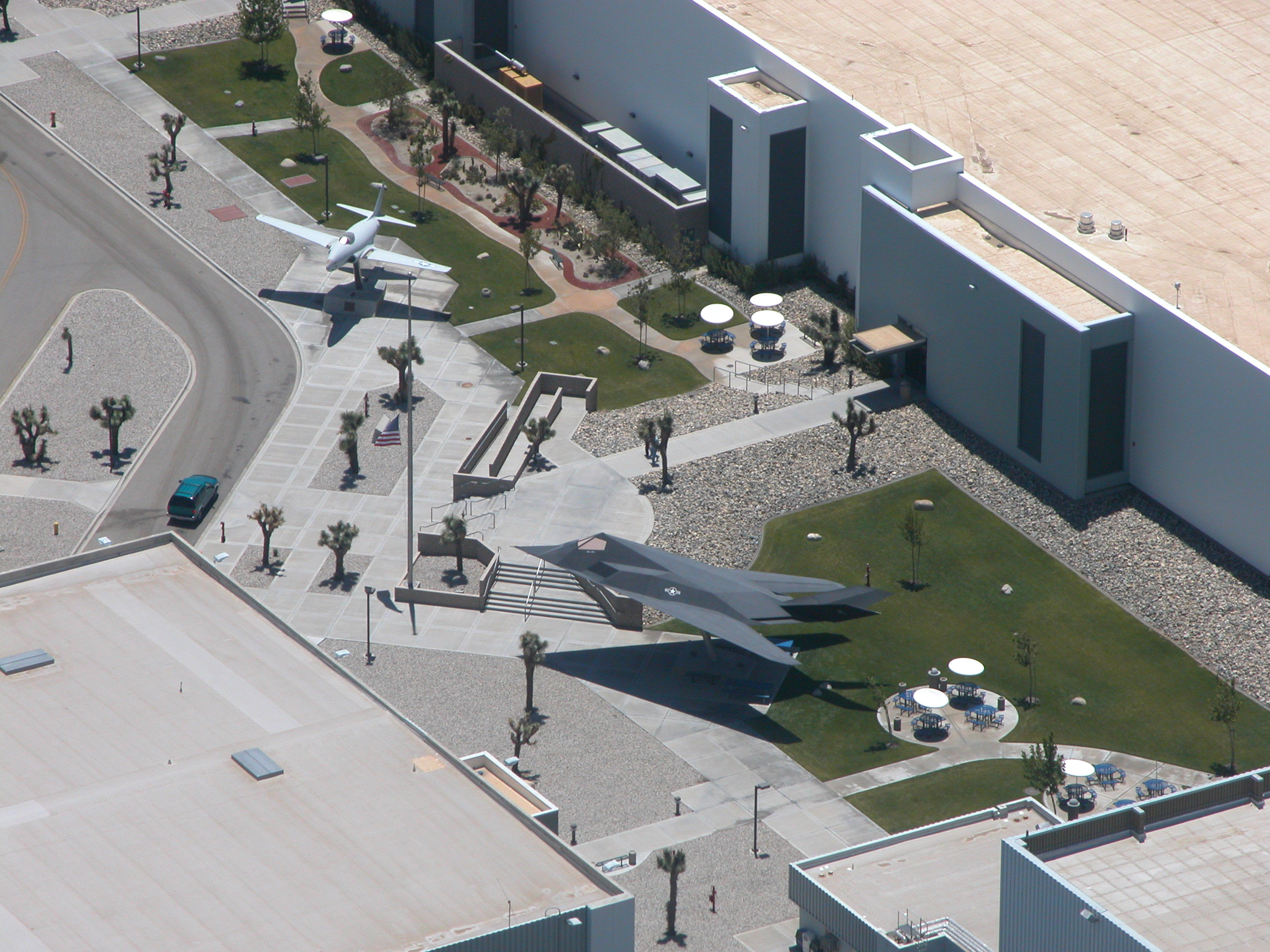
Vstup do Skunk Works v Palmdale, California (současnost)

V roce 1952 se připojila k pokročilému vývojovému programu společnosti Lockheed v tehdy tajných závodech Skunk Works. Tam pracovala na předběžných konstrukčních konceptech pro meziplanetární vesmírné lety, lety s posádkou a bez posádky na oběžné dráze Země, nejstarší studie satelitů na oběžné dráze jak pro obranné, tak pro civilní účely. Pracovala také na projektu rakety Agena a na předběžném návrhu pro průlety k Venuši a Marsu. Mary tak byla jedním z autorů NASA Planetary Flight Handbook Vol. III o vesmírných letech na Mars a Venuši.
V roce 1958 se objevila v televizním pořadu What's My Line?. Soutěžící nemohli pochopit, že je to ona, kdo navrhuje rakety a satelity v Lockheed Aircraft Corporation.
Koncem roku 1960 se Mary stala vedoucí a pokročilou systémovou inženýrkou a začala pracovat na raketách Polaris Reentry Vehicle, Poseidon a Trident.

## Pozdější život
V roce 1973 po odchodu do důchodu žila Mary v Los Altos v Kalifornii a pracovala na náboru mladých žen a indiánské mládeže pro inženýrskou kariéru. Již od roku 1950 byla členkou Society of Women Engineers a podporovala American Indians in Science and Engineering Society (AISES) a Council of Energy Resource Tribes.
V roce 2004 ve věku 96 let, oblečená do svých prvních tradičních čerokíjských šatů, se zúčastnila slavnostního otevření Národního muzea amerických indiánů ve Washingtonu.
Zemřela v roce 2008 ve 100 letech a zanechala Národního muzea amerických indiánů ve Washingtonu nadaci ve výši 400 000 dolarů.

## Ocenění a uznání
- Ocenění pro vynikající absolventy z jejích prvních dvou Alma Mater
- Ocenění Žena roku od ženské komunikační společnosti Theta Sigma Phi
- Ocenění za úspěchy od American Indian Science and Engineering Society a od Council of Energy Resource Tribes
- Cena San Francisco Examiner's Award for Woman of Distinction, 1961
- Cena Woman of Achievement Award, Kalifornská státní federace obchodních a profesionálních klubů, 1961
- Založila stipendium Santa Clara s jejím jménem, 1992
- Síň slávy Silicon Valley Engineering Council, 1992
- Ocenění Google Doodle, 2018
- Spolupracovnice a doživotní členka Society of Women Engineers
- Je vyobrazen na rubu dolaru Sacagawea z roku 2019. Sacagawea byla Indiánka z kmene Šošonů, jež se jako jediná žena zúčastnila v roli tlumočnice a průvodkyně objevování amerického Západu v expedici Lewise a Clarka, která proběhla v letech 1804–1806.